# Percefleur du Venezuela
Diglossa venezuelensis
Espèce
Statut de conservation UICN

 EN B1ab(i,ii,iii,v) : En danger
Le Percefleur du Venezuela (Diglossa venezuelensis) est une espèce de passereaux appartenant à la famille des Thraupidae. Il est endémique de l'étage montagnard des forêts du nord du Venezuela.

Aire de répartition au Venezuela (2019).